# Хасовица
Хасовица е село в Южна България. То се намира в община Смолян, област Смолян.

## География
Хасовица спада към групата на селата Левочево, Писаница и Хасовица, към които води отклонението от пътя Пловдив – Смолян през Рожен, на около 5 км преди квартал Устово.

## История
На един километър от сегашното село се намира местността Клечково. Там някога е имало голямо тракийско селище, което турците изгорили, защото жителите отказали да приемат исляма. Оцелелите жители създават днешното село Хасовица. По исторически данни с. Хасовица съществува от около 270 години.

## Личности
Родени в Хасовица
- Видинският митрополит Дометиан (със светско име Димитър Топузлиев).
- Димитър Петковски – родопски гайдар. Участва в съпровод на родопската певица Валя Балканска при изпълнението на песента „Излел е Дельо хайдутин“.
- Васил Топузлиев – артистът, участвал в една от главните роли на филма „Време разделно“. Филмът е сниман в покрайнините на с. Хасовица и с. Писаница.